# Duarte de Almeida Bello
Duarte Manuel Pinto Coelho de Almeida Bello (ur. 26 lipca 1921 w Lourenço Marques, zm. 3 lipca 1994 w Estoril) – portugalski żeglarz sportowy. Srebrny medalista olimpijski z Londynu.
Brał udział w pięciu igrzyskach (IO 48, IO 52, IO 56, IO 60, IO 64). W 1948 był drugi w klasie Swallow. Płynął wówczas wspólnie z bratem Fernando. Z kolei w klasie Star był medalistą mistrzostw świata (srebro w 1953 i 1962, brąz w 1952).